# 3 وجوه للحب (فلم)
٣ وجوه للحبأو ثلاثة وجوه للحب هو فيلمٌ مصري ٌ أُنتج عام 1969، واشترك في إخراجه ثلاثة مخرجين هم مدحت بكير، وناجي رياض، وممدوح شكري وهو أول فيلمٍ روائيٍ يخرجه أيٌ منهم.

## قصة الفيلم
الفيلم عبارة عن ثلاثة وجوه (أي ثلاث قصص):
الوجه الأول-إخراج مدحت بكير (في الصعيد): محمد (أحمد مرعي) شابٌ صعيديٌ تحصل على الثانوية من المدينة، وينوي مواصلة دراسته في كلية الهندسة، لكن يرفض عادات قريته، وأسلوب معيشتهم، لذلك يرغب والديه (عبد المنعم أبو الفتوح، وناهد سمير) في تزويجه خوفاً عليه من الضياع. يختاران له بدور (كوثر صبحي) ابنة فتحي أبو سالم (إبراهيم الشامي). لكن محمد يرفض الطريقة التقليدية في الزواج، ويصر على رؤية الفتاة أولاً. تدبر له أمه فرصة لقاء الفتاة، ويُعجب محمد بها فوراً، خصوصاً بعد أن يعلم أنها مثقفة.
الوجه الثاني-إخراج ناجي رياض (في الإسكندرية): يقوم الصحفي ثروت أمين (جلال عيسى) بتغطية حفلات الشباب اللاهي والمتمرد، ويرى بينهم الشابة عزة (نوال أبو الفتوح)، ويُعجب بها، ويقرر الزواج منها. لكن يجد صعوبة في تقبل سلوكها المتحرر.
الوجه الثالث-إخراج ممدوح شكري (في القاهرة): يأتي الشاب أحمد من الصعيد (عزت العلايلي) لدراسة السياسة والاقتصاد في القاهرة، ويتعرف على صديقه المخرج المسرحي سمير (أشرف عبد الغفور)، وعن طريقه يتعرف على نادية (نورا) صديقة سمير، ويُعجب بها، لكنه لا يعرف هل ستختاره هو أم تختار صديقه المخرج سمير.

## إنتاج الفيلم
كان اثنان من مخرجي الفيلم من خريجي معهد السينما، وهما ممدوح شكري، وناجي رياض، قد أخرج كلٌ منهما فيلماً قصيراً (قبل إنتاج هذا الفيلم) من إنتاج وزارة الثقافة، مستوحاة من قصيدة صلاح عبد الصبور "شنق زهران" عن حادثة دنشواي. أما المخرج الآخر مدحت بكير، فقد تحصل عام 1969، قبيل عرض الفيلم، على الجائزة الأولى في مهرجان منظمة الشباب الاشتراكي عن فيلمه القصير "الوجه الأول للحب" (الذي يبدو أنه مثل المادة الأولى لهذا الفيلم)، واشترك معه في الجائزة المخرج محمد راضي عن فيلم "المقيدون للخلف".
بعد هذا الفيلم لم يتمكن أيٌ من المخرجين الثلاثة أن يخرجوا عددا كبيراً من الأفلام.
مدحت بكير (1934-2003):لم يخرج بعد هذا الفيلم سوى فيلمين روائيين، هما دعوة للحياة (1973)، والثاني هو مطاردة في الممنوع (1993) بعد انقطاع لعقدين من الزمان.[بحاجة لمصدر]
ناجي رياض (1936-2002): انقطع عن الإخراج أيضاً لعقدين من الزمن، ثم أخرج ثلاثة أفلام تلفزيونية بين عامي 1989-1997.[بحاجة لمصدر]
ممدوح شكري (1939-1973): كان شكري هو الأشهر بين المخرجين الثلاثة، لكنه كان أقصرهم عمراً، فبعد أن أخرج فيلمين عام 1970،[بحاجة لمصدر] أخرج فيلمه السياسي زائر الفجر الذي سُمح بعرضه في يناير 1973، لكنه سُحب من دور العرض، ومات شكري متحسراً على فيلمه في ديسمبر 1973، ثم سُمح بعرض الفيلم للجمهور في مارس 1975!